# Johannes-Martin Hahn
Johannes-Martin Hahn (auch Hans-Martin Hahn; * 1959 in Stuttgart) ist ein deutscher Mediziner und Buchautor. Seine Arbeitsschwerpunkte sind die Altersmedizin und die Palliativmedizin.

## Leben
Johannes-Martin Hahn wuchs als Sohn eines Pfarrers in Honau, Reichenbach an der Fils und in Hechingen auf. Er besuchte das Gymnasium Plochingen und das Gymnasium Hechingen. Nach dem Zivildienst in der Krankenpflege studierte Hahn von 1980 bis 1986 Humanmedizin an der Eberhard Karls Universität Tübingen. 1987 promovierte er an der Universitätsklinik für Psychiatrie und Psychotherapie Tübingen. 1994 schloss er die Weiterbildung zum Facharzt für Innere Medizin ab. 1998 erhielt er die Zusatzbezeichnung für Geriatrie und 2007 für Palliativmedizin. Das Diploma in Tropical Medicine and Hygiene (DTM&H) wurde ihm von der University of Liverpool 2002 verliehen. Seit Dezember 2002 ist er Leitender Arzt der Tropenklinik Paul-Lechler-Krankenhaus in Tübingen.
Johannes-Martin Hahn ist verheiratet und hat zwei Kinder. Sein Bruder ist der Pfarrer und Buchautor Joachim Hahn.

## Publikationen (aktuelle Auswahl)
- Johannes-Martin Hahn: Verhalten psychophysiologischer Variablen depressiver Patienten im Therapieverlauf. Dissertation. Universität Tübingen, 1987.
- Johannes-Martin Hahn: Checkliste Innere Medizin. 9., überarbeitete Auflage. Thieme, Stuttgart 2023, ISBN 978-3-13-244480-5.
- Hanns-Wolf Baenkler, Robert Bals, Hartmut Goldschmidt, Johannes-Martin Hahn, Martin Hinterseer: Kurzlehrbuch Innere Medizin. 4., überarbeitete Auflage. Thieme, Stuttgart 2021, ISBN 978-3-13-220000-5: Gastroenterologie, Intensivtherapie.
- Keikawus Arastéh, Christiane Bieber, Hanns-Wolf Baenkler: Duale Reihe: Innere Medizin. 5., überarbeitete Auflage. Thieme, Stuttgart 2024, ISBN 978-3132443471: Teil P - Geriatrie, Teil Q - Laboratoriumsdiagnostik und Referenzbereiche.
- Felix Largiadèr, Hans-Detlev Saeger, Marius Johann B. Keel, Christiane J. Bruns: Checkliste Chirurgie. 12. Auflage. Thieme, Stuttgart 2022, ISBN 978-3-13-245183-4: Arbeitstechniken, Kardiopulmonale Reanimation.
- Holger Grehl, Frank-Michael Reinhardt: Checkliste Neurologie. 7., vollständig überarbeitete und erweiterte Auflage. Thieme, Stuttgart 2022, ISBN 978-3-13-243808-8: Antikoagulation.
- Martin Leuwer, Gernot Marx, Hans-Joachim Trappe, Oliver Zuzan: Checkliste Intensivmedizin. 5. Auflage. Thieme, Stuttgart 2017, ISBN 978-3-13-240664-3: Intensivmedizinisch relevante Infektionskrankheiten, Koma, Antikoagulation, Pharmakotherapie u. a.